# Monstres et Cie (jeu vidéo)
Pour le film d'animation, voir Monstres et Cie.
Pour les autres jeux vidéos, voir Monstres et Cie : Atelier de jeux et Monstres et Cie : L'Île de l'épouvante.
Monstres et Cie est un jeu vidéo d'action sorti en 2002 sur Game Boy Color et Game Boy Advance. Il est basé sur le film d'animation Monstres et Cie de Pixar.